# قشلاق قيطرانلو سلطاني
قشلاق قيطرانلو سلطاني هي قرية في مقاطعة بارس أباد، إيران. عدد سكان هذه القرية هو 258 في سنة 2006.